# Heterachthes gutta
Heterachthes gutta är en skalbaggsart som beskrevs av Martins 2009. Heterachthes gutta ingår i släktet Heterachthes och familjen långhorningar. Inga underarter finns listade i Catalogue of Life.